# Винтовка Банга
Винтовка Банга (M1922 Bang rifle) — американская полуавтоматическая винтовка, разработанная датским оружейным дизайнером Сореном Хансеном Бангом.

## История
Журнал «Оружейный сборник», опубликовавший в 1906 году подробную статью об этой винтовке, утверждает, что успешно функционирующий образец был создан в 1905 году под патрон 6,5х55 Краг и доработан годом позже. В 1909 году винтовка Банга испытывалась в Великобритании и получила положительный отзыв, но продолжения процесс не получил. Точно такая же история повторилась с испытаниями в США в 1911 году. Только в 1919 году в США продолжили испытания, по результатам которых Сорен Банг последовательно оформил несколько патентов на изменения в механизме и создал образцы 1920, 1922, 1927 и 1934 годов, но ни один из них так и не пошёл на вооружение.

## Конструкция и особенности системы
Система винтовки Банга работала на системе газоотвода с дульного среза, но довольно оригинально: пороховые газы при выходе из ствола действовали на подвижный надульник, который получал толчок вперёд и передавал полученную энергию на рычаг, проходивший под стволом винтовки по всей его длине, и этот рычаг преобразовывал движение вперёд в движение назад рычага затворной пружины. Дальше всё происходило уже вполне стандартно. Цикл завершался тем, что под действием пружины рычага все детали возвращались на своё место. Аналогичную схему использования пороховых газов применяли в пулемёте Пюто. Магазин вмещал 8 патронов и заряжался с обоймы. При этом винтовка могла стрелять как патронами с закраиной, так и без неё, главное, чтобы они подходили по калибру ствола.

## Образец 1922 года
Винтовка Банга образца 1922 года была модификацией более ранних образцов 1909 и 1911 годов выпуска, обе под патрон 7,62 × 63 мм. У неё была система с использованием системы скользящего дульного среза[неизвестный термин], который выдувался вперёд газами сгорания, когда пуля выходила из ствола. Эта винтовка была главным кандидатом с 1925 по 1928 год на получение контрактов в США, которые в конечном итоге выиграла M1 Garand. Сам Банг продемонстрировал свои собственные модели на полевых испытаниях в США в 1919 и 1927 годах. Винтовка Банга в конечном итоге не прошла государственных испытаний в США из-за своей механической сложности и подверженности газовому загрязнению[неизвестный термин] скользящего дульного среза.